# Mogorići
Mogorići, hrvatska plemićka obitelj proistekla iz plemenitog roda Mogorovića. Sačuvan je pečat Tomasa Mogorića, “špana plemenitih ljudi u Bužama”, na glagoljici iz 1490. godine. Obitelj je obitavala na području sela Mogorić u Lici u 16. stoljeću. Godine 1492. spomenuti Toma Mogorić potpisao je konsenzualnu ispravu hrvatskih staleža za Požunski mir.
Mogorići napuštaju Liku tijekom 16. stoljeća zbog turskih osvajanja i naseljavaju se u Zagrebačku županiju. U protuosmanskim ratovima istaknuo se junak Tomas Mogorić, kapetan sigetskog heroja, grofa Nikole IV. Zrinskog. Njegov sin Martin pao je u borbi protiv Turaka kod Perjasice 1643. godine. Obitelj Mogorić izumrla je u muškoj lozi krajem 17. stoljeća.

## Vanjske poveznice
- Mogorić – arcanum.com (njem.)